# Melanie Oudin
Melanie Oudin (Marietta, 23 de setembro de 1991) é uma ex-tenista profissional norte-americana. Sua posição mais alta no ranking da WTA foi a 31ª colocação, obtida em 19 de Abril de 2010.
Em 2011, Oudin ganhou o título de duplas mistas do US Open em parceria americana ao lado de Jack Sock. No ano seguinte, ela venceu seu único título de simples no circuito da WTA, obtido na grama de Birmingham ao derrotar na final a servia Jelena Janković.
Oudin se destacou no US Open de 2009, quando tinha apenas 17 anos. Pois, então 70ª colocada antes do torneio, derrotou as russas Anastasia Pavlyuchenkova, Elena Dementieva, Maria Sharapova e Nadia Petrova no caminho até as quartas de final, quando perdeu para a dinamarquesa Caroline Wozniacki.

## Grand Slam finais

### Duplas Mistas: 1 (1–0)
| Resultado | Ano  | Campeonato | Piso | Parceiro  | Oponentes                    | Placar              |
| --------- | ---- | ---------- | ---- | --------- | ---------------------------- | ------------------- |
| Campeã    | 2011 | US Open    | Duro | Jack Sock | Gisela Dulko Eduardo Schwank | 7–6(7–4), 4–6, 10–8 |

## WTA finais

### Simples: 1 (1–0)
| Legenda (pre/pos 2010)                       |
| -------------------------------------------- |
| Grand Slam (0–0)                             |
| WTA Tour Championships (0–0)                 |
| Tier I / Premier Mandatory & Premier 5 (0–0) |
| Tier II / Premier (0–0)                      |
| Tier III, IV & V / International (1–0)       |

| Títulos por Piso |
| ---------------- |
| Duro (0–0)       |
| Grama (1–0)      |
| Saibro (0–0)     |
| Carpete (0–0)    |

| Resultado | N. | Data           | Torneio                                | Piso  | Oponente        | Placar   |
| --------- | -- | -------------- | -------------------------------------- | ----- | --------------- | -------- |
| Campeã    | 1. | Junho 18, 2012 | Aegon Classic, Birmingham, Reino Unido | Grama | Jelena Janković | 6–4, 6–2 |